# 劉義遜
劉義遜（?—?），中国东汉時代末期政治人物，北海郡太守孔融屬下，不知「義遜」是名還是表字。
劉義遜和同僚左承祖被評論為清廉俊才，但孔融只以二人為顧問，都不受孔融的重視。孔融只說他們兩個獲得民心，不能失去他們。反而好辯而沒甚麼才華的、王子法、劉孔慈，孔融視為心腹，深受寵信。
孔融在北海郡孤立無保，左承祖勸孔融依附強大的諸侯，例如曹操或袁紹，触怒了孔融，於是孔融誅殺左丞祖。劉義遜失望之餘，逃亡他鄉。
結果，漢獻帝建安四年（199年），孔融果然被袁紹派其子袁譚率軍攻擊，自春至夏，城小敵多，流矢雨集。孔融读书论议自若。城破后，孔融逃奔山东，家室被袁谭所俘虏。